# Omar Epps
Omar Hashim Epps (Brooklyn, 20 de julio de 1973) es un actor, músico y cantante de hip hop estadounidense principalmente reconocido por su interpretación del Dr. Eric Foreman en la serie televisiva House M.D.

## Primeros años
Omar Epps nació en Brooklyn. Sus padres se divorciaron durante su infancia y fue criado por su madre, Bonnie Maria Epps, directora de una escuela primaria. Vivió en varios vecindarios mientras crecía (Bedford-Stuyvesant, Brooklyn, East New York, Brooklyn y East Flatbush, Brooklyn).
Comenzó a escribir poesía, cuentos y canciones a la edad de diez años, cuando se graduó a la edad de 17 años se presentó a un casting y obtuvo un papel como cantante suplente y bailarín para Queen Latifah y mientras asistió a la Escuela Superior de Música y Arte Fiorello H. LaGuardia y Artes escénicas de Nueva York.
Antes de comenzar a actuar, pertenecía a un grupo de rap llamado Wolfpack que formó con su primo en 1991. Desde que obtuvo su primer papel en la película Juice en 1992 no ha dejado de trabajar para la pequeña y gran pantalla. Fue bailarín del elenco de Queen Latifah. Ha participado con papeles secundarios en diversos filmes y series de televisión.

## Filmografía
- The Green Flash (1989): Charlie
- Here and Now (1992)(Serie de TV: episodio "Lovers and other Danger
- Juice (1992): Q
- Lobos universitarios (The Program) (1993): Darnell Jefferson
- Daybreak (1993) (TV): Hunter
- Street Justice (1993)(Serie de TV: episodio "Black or Bue"): Clint
- Higher Learning (Higher Learning) (1994): Malik Williams
- Ligas Mayores II (Major League II) (1994): Willie Mays Hayes
- Urgencias (Serie de TV): 3ª Temporada (1996): Interpreta al Dr. Dennis Gant (10 ep.), un estudiante de cirugía a las órdenes del Dr. Benton
- Deadly Voyage (1996) (TV): Kingsley Ofusu
- Don't Be a Menace to South Central While Drinking Your Juice in the Hood (Los colegas del barrio) (1996): Malik
- Scream 2 (1997): Phil Stevens
- First Time Felon (1997) (TV): Greg Yance
- The Wood (1999): Mike
- The Mod Squad (1999): Lincoln Hayes
- In Too Deep (1999): Jeff Cole/J. Reid
- El desayuno de los campeones  (1999): Wayne Hoobler
- Drácula 2001 (2000): Marcus
- Brother (2000): Denny
- Love & Basketball (2000): Quincy McCall
- Perfume (2001): J.B.
- Conviction (2002) (TV) .... Carl Upchurch
- El gran lío (2002) .... FBI Agent Alan Seitz
- Alfie (2004): Marlon
- Def Jam Fight for NY (2004): Voz de O.E.
- Against the Ropes (Against the Ropes) (2004): Luther Shaw
- Shooter el Tirador (2016-2017): Isaac Johnson
- Resurrection: J. Martin "Marty" Bellamy (2014-2015)
- Dr. House (serie de televisión) (2004-2012): Dr. Eric Foreman
- Almost Christmas (2016)
- Traffik (2018)
- 3022 (2019)
- This is Us (2019)
- Fatal Affair (2020)
- Power Book III: Raising Kanan (2021)